# Lakeview (Míchigan)
Lakeview es una villa ubicada en el condado de Montcalm en el estado estadounidense de Míchigan. En el Censo de 2010 tenía una población de 1007 habitantes y una densidad poblacional de 207,36 personas por km².

## Geografía
Lakeview se encuentra ubicada en las coordenadas 43°26′26″N 85°16′17″O / 43.44056, -85.27139. Según la Oficina del Censo de los Estados Unidos, Lakeview tiene una superficie total de 4.86 km², de la cual 3.95 km² corresponden a tierra firme y (18.72%) 0.91 km² es agua.

## Demografía
Según el censo de 2010, había 1007 personas residiendo en Lakeview. La densidad de población era de 207,36 hab./km². De los 1007 habitantes, Lakeview estaba compuesto por el 96.33% blancos, el 0.4% eran afroamericanos, el 0.4% eran amerindios, el 0.6% eran asiáticos, el 0.2% eran isleños del Pacífico, el 0.2% eran de otras razas y el 1.89% pertenecían a dos o más razas. Del total de la población el 2.58% eran hispanos o latinos de cualquier raza.